# Малороссийское тайное общество
Малоросси́йское та́йное о́бщество — нелегальная организация, якобы существовавшая в начале XIX века и ставившая своей целью завоевание независимости Малороссии.

## Возникновение сведений об обществе
Информация о возможном существовании Малороссийского тайного общества появилась в 1826 году из допросов декабристов, проведённых в ходе работы занимавшихся ими Следственной комиссии. Допрошенные сообщили, что о Малороссийском обществе, возможно имевшим отношение к масонской ложе «Любовь к истине», «слышали от других».

## Проверка Следственной комиссии
Для проверки полученной информации в начале февраля 1826 года, хотя указанная ложа масонов прекратила своё существование ещё в марте 1819 года, в Петербург были доставлены её бывшие члены — С. Кочубей, Д. Алексеев и В. Лукашевич. Следствие по первым двум фигурантам ничего подозрительного не обнаружило, поэтому 21 марта 1826 года С. Кочубей и Д. Алексеев были освобождёны с оправдательными аттестатами.
Поведение В. Лукашевича Следственная комиссия нашла странным. Было отмечено, что он «в ответах казался не откровенным и даже противоречил сам себе». После ряда очных ставок следствие установило, что В. Лукашевич не принял предложение С. Волконского и С. Муравьёва-Апостола войти в Южное общество, предупредив их о возможных преследования. Также, В. Лукашевич опроверг показания С. Муравьёва-Апостола об их дискуссиях на тему возможности установлении республиканского правления в России. Следствие не обнаружило никаких оснований считать, что Малороссийское тайное общество когда-либо существовало в действительности. Поэтому В. Лукашевич был освобожден, хотя до 1832 года и оставался под надзором полиции, живя в своём Бориспольском имении.

## Мнения исследователей вопроса
- В воспоминаниях секретаря Следственной комиссии А. Боровкова упоминается, что М. Новиков и В. Лукашевич в своё время возможно пытались из членов масонской ложи создать в Полтаве Малороссийское тайное общество, полагая, что его целью будет независимость Малороссии. Но дальше мечтаний дело не пошло. Общества не было[1].
- Академик С. Ефремов был убеждён, что идея Малороссийского тайного общества возможно и существовала, но далее разговоров не двинулась[3].
- Тема существования Малороссийского тайного общества широко обсуждалась в 1925 году во время подготовки и празднования 100-летнего юбилея восстания в декабре 1825 года. Юбилейные издания уделили заметное внимание «украинским декабристам», что побудило исследователей к поискам архивных документов. Однако никаких реальных следов общества обнаружено не было[4][5].
- Современное научное сообщество, не располагая никакими новыми документами, сохраняет негативное отношение к возможному существованию Малороссийского тайного общества[6][7].